# Schersengut
Schersengut ist ein einzelnes Gehöft von Sondershausen im Kyffhäuserkreis in Thüringen.

## Lage
Das Anwesen befindet sich östlich von Sondershausen an einem Waldweg unterhalb der nach Badra führenden Kyffhäuserstraße, der Landesstraße L1040.

## Geschichte
Am 6. Dezember 1251 wurde das Anwesen erstmals urkundlich erwähnt. Es ist ein Ziel von Wanderern.